# Филино (станция)
Фи́лино — железнодорожная станция Ярославского региона Северной железной дороги. Находится в Заволжском районе города Ярославля. По основному характеру работы является промежуточной, по объёму работы отнесена к 3 классу. Входит в Ярославский центр организации работы железнодорожных станций ДЦС-1 Северной дирекции управления движением.
Станция возникла на месте железнодорожного разъезда 3-й версты после постройки в 1913 году железнодорожного моста через Волгу.
Станции названа, вероятно, по деревне Филино, находящейся примерно в 7 км к северу от станции.
В 1962 году, в ходе электрификации участка Ярославль-Главный — Данилов, станция была электрифицирована на постоянном токе 3кВ.
Несколько лет около станции Филино работала автобусная станция, обслуживавшая пригородное автобусное сообщение по заволжским окрестностям Ярославля (Диево-Городище, Вятское, Прусово, Толбухино, Красный Профинтерн и др.). В настоящее время эта автостанция находится рядом с торговым центром «Космос» на проспекте Авиаторов.

## Описание
На станции 10 транзитных путей. От станции отходит несколько второстепенных линий и веток: в район Ляпино (ТЭЦ, завод силикатных строительных материалов, пристань), в район Резинотехники. Ранее существовали ветки к Волге (на бывшую станцию Урочь), на Красный Профинтерн и к ЯЗДА - ныне эти линии разобраны. Подъездные пути ведут также к расположенным рядом заводу № 50 (мостостроительному) и базе железнодорожных войск в Шевелюхе.
На станции две высокие боковые пассажирские платформы с навесами для пригородных электропоездов, построенные в 2007 году вместе с надземным пешеходным переходом (мостом). Они расположены у боковых путей и соединены надземным пешеходным переходом (мостом). Существовавшая до этого островная низкая платформа была разобрана. Есть билетная касса и вокзальное здание с восточной стороны, пост электрической централизации с западной стороны.
Станция является конечной для 2 пригородных поездов из Рязанцево (утром) и Александрова (вечером).
Поезда дальнего следования на станции не останавливаются.

## Пригородное сообщение по станции
| № поезда  | Маршрут движения                        | № поезда  | Маршрут движения                        |
| --------- | --------------------------------------- | --------- | --------------------------------------- |
| 6225/6226 | Данилов — Телищево                      | 6227/6228 | Телищево — Данилов                      |
| 6214      | Ярославль-Главный — Данилов             | 6215      | Данилов — Ярославль-Главный             |
| 6413/6414 | Филино — Кострома-Новая                 | 6002      | Рязанцево — Филино                      |
| 6217      | Данилов — Ярославль (Московский вокзал) | 6220      | Ярославль (Московский вокзал) — Данилов |
| 6219 летн | Данилов — Ярославль-Главный             | 6006      | Александров-1 — Филино                  |
| 6221      | Данилов — Ярославль (Московский вокзал) | 6224      | Ярославль (Московский вокзал) — Данилов |